# Пилтсамаа
Пилтсамаа (ест. Põltsamaa linn), Обер-Пален (нім. Oberpahlen) — місто в центральній частині Естонії в повіті Йиґевамаа. Є самостійним міським муніципалітетом і не входить до складу волості Пилтсамаа. Розташоване на річці Пилтсамаа. Розвинена харчова промисловість.

## Історія
Пилтсамааський замок 13-го століття.
У XVI столітті Пилтсамаа було столицею Лівонського королівства і резиденцією герцога Магнуса (король Лівонії). У 1950–1962 роках було центром Пильтсамаського району.

## Населення
| 1897 | 1922 | 1934 | 1939 | 1959 | 1970 | 1979 | 1989 | 2000 | 2006 | 2010 | 2012 |
| ---- | ---- | ---- | ---- | ---- | ---- | ---- | ---- | ---- | ---- | ---- | ---- |
| 573  | 2100 | 2609 | 3034 | 3667 | 4523 | 4923 | 5261 | 4802 | 4894 | 4642 | 4123 |

## Уродженці
- Пеетер Аллік (нар. 1966) — естонський художник і графік.
- Валентина Нємцова (нар. 1946) — український мистецтвознавець
- Тііт Пяясуке (нар. 1941) — естонський художник.

## Світлини

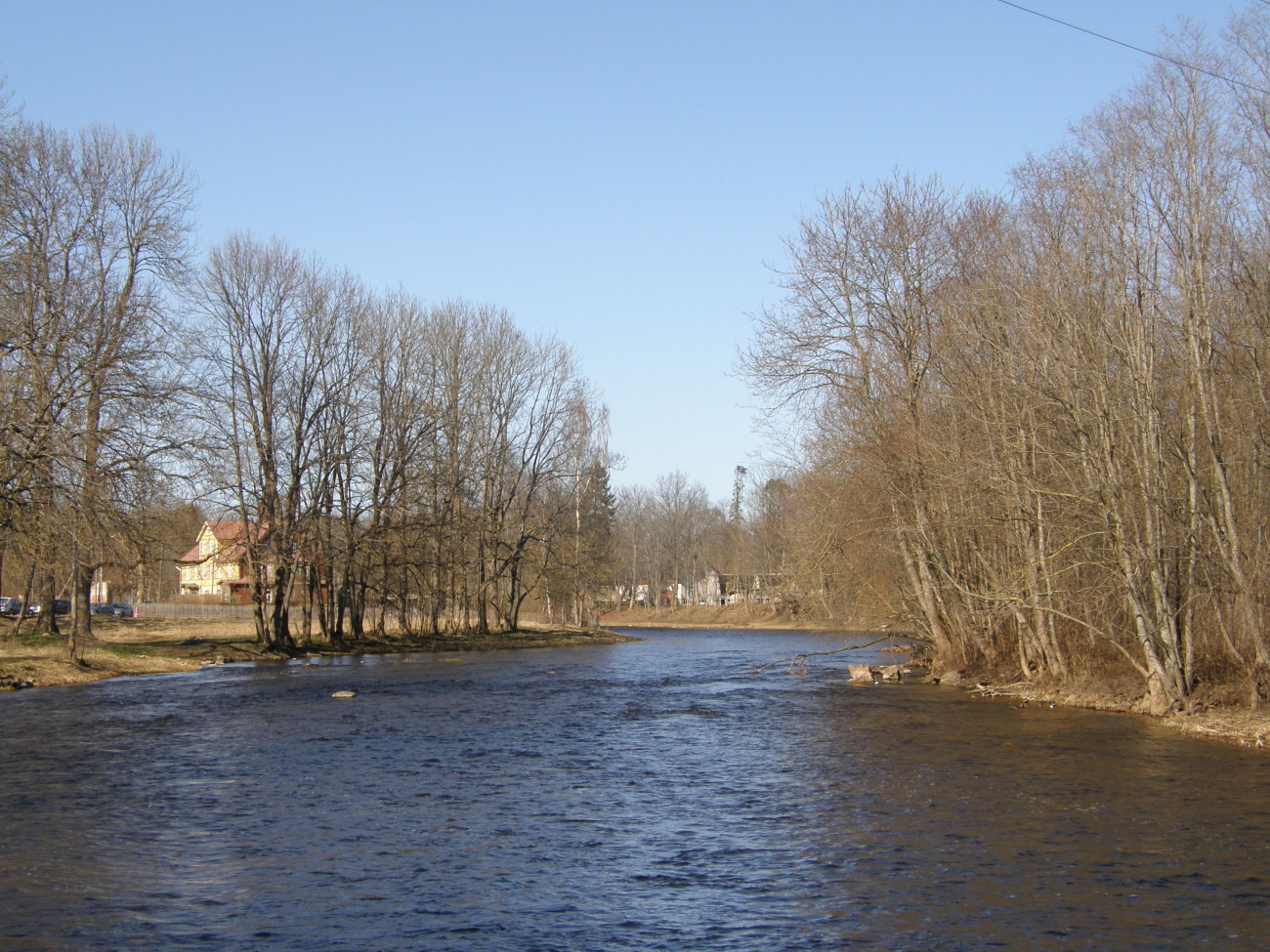
Річка Пилтсамаа
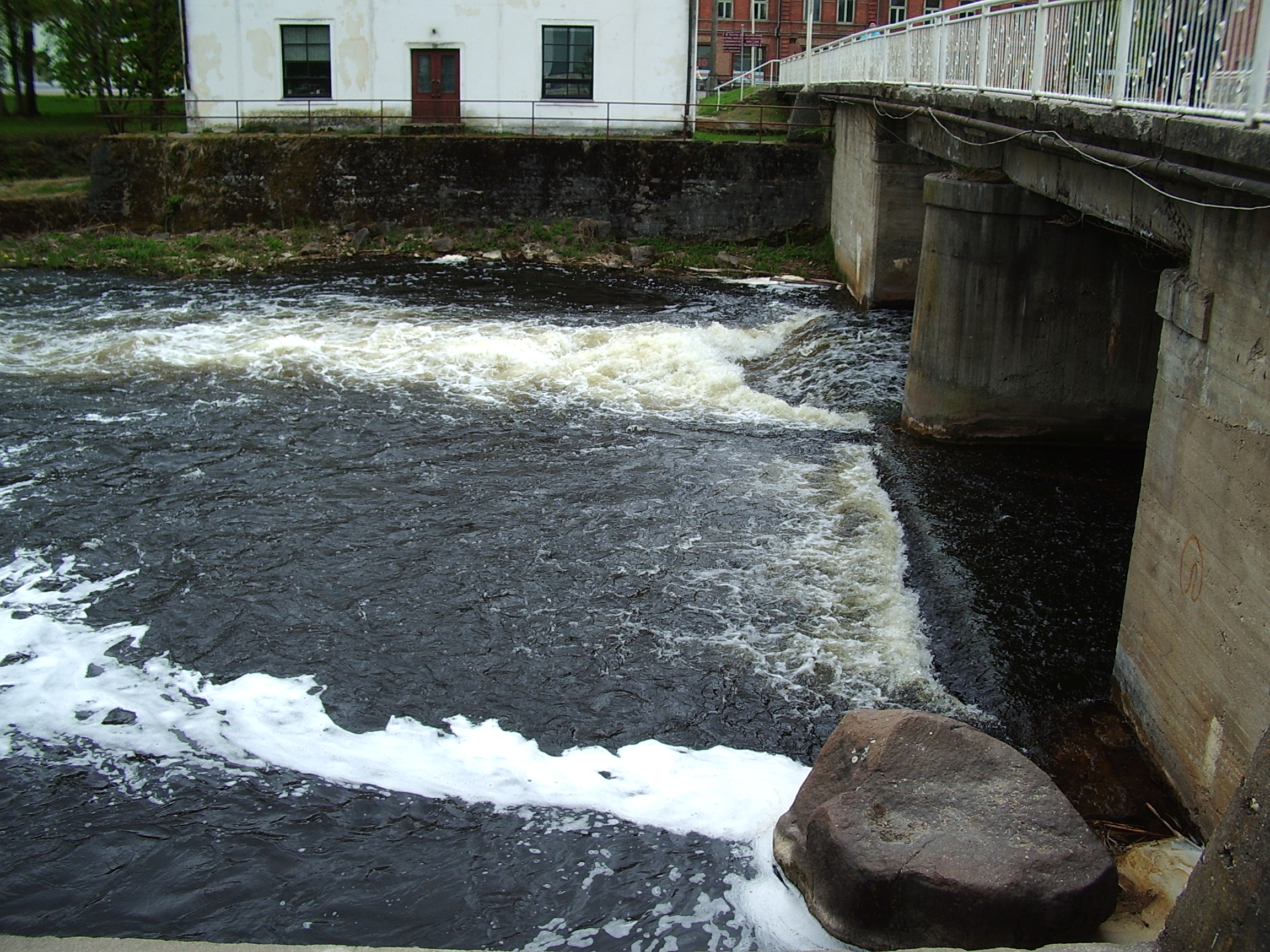
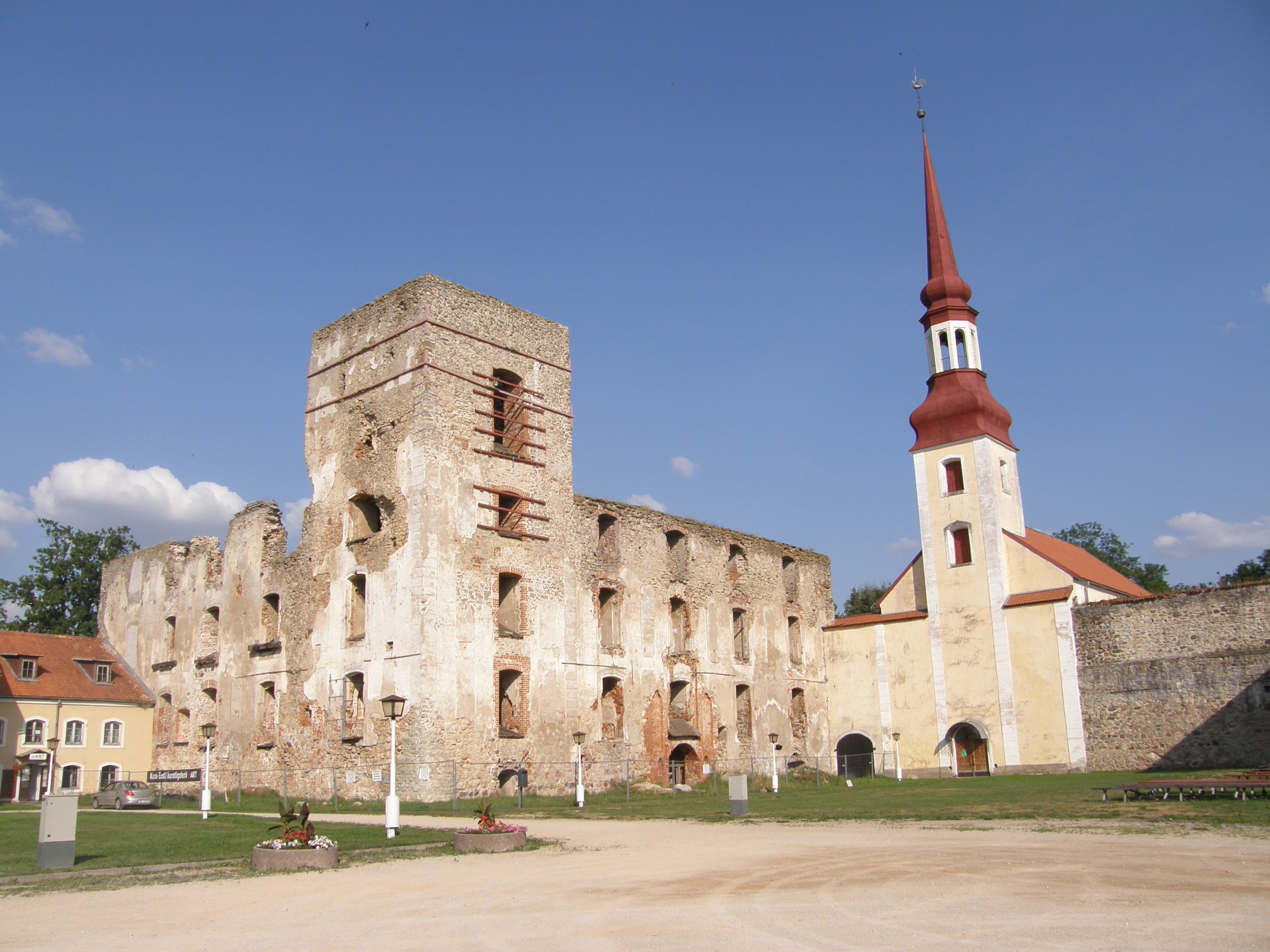
Замок і церква
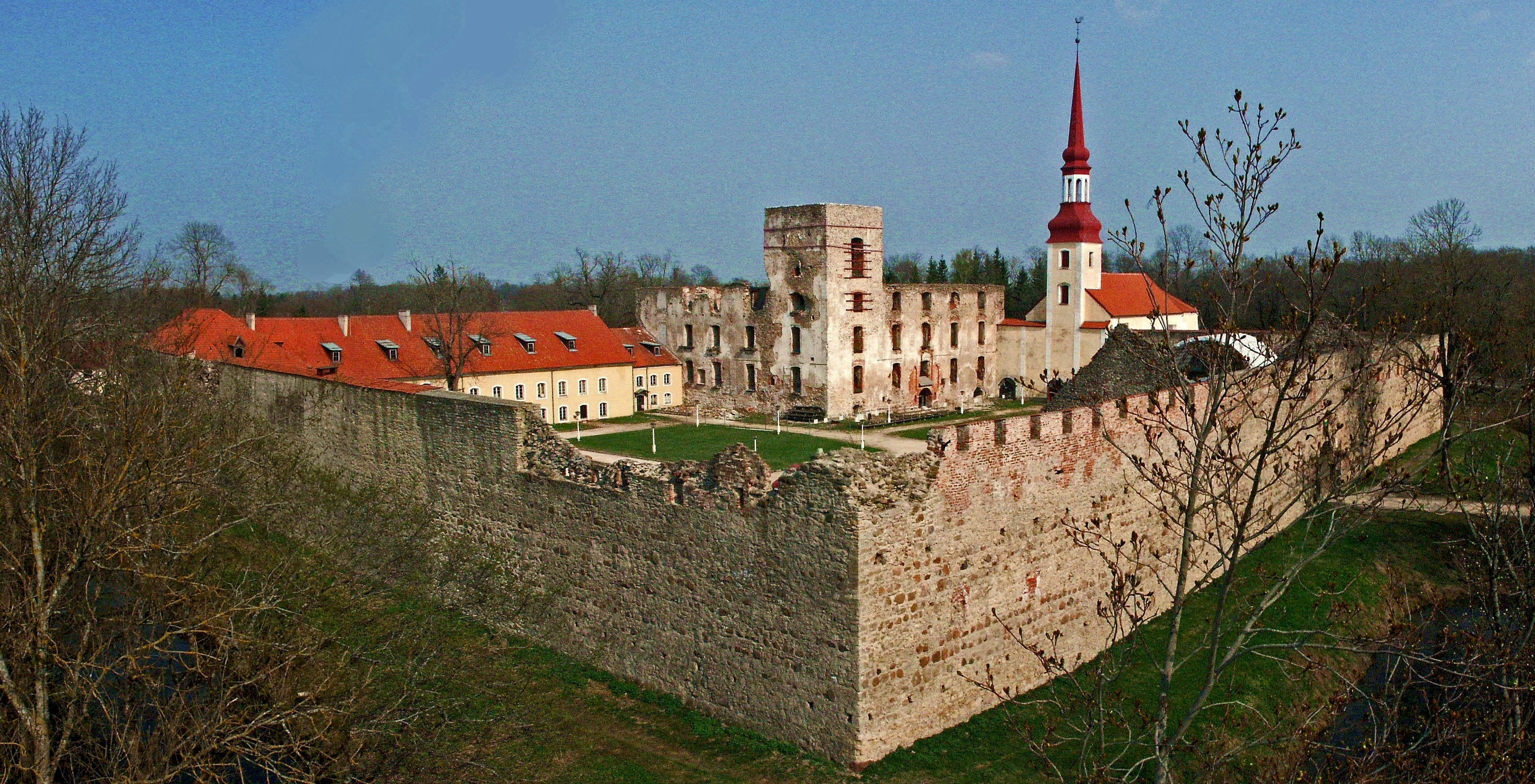
замок